# Dyskobol

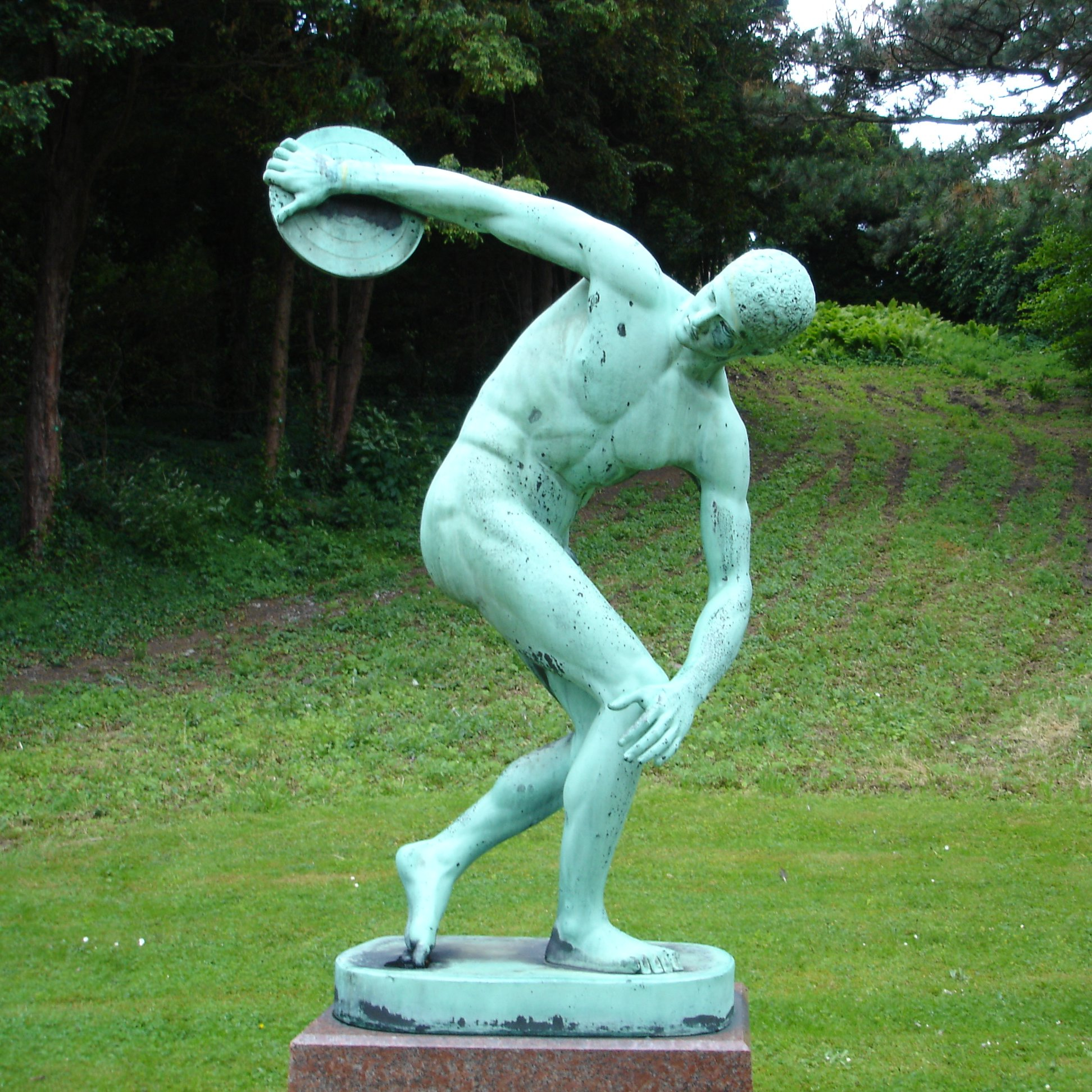
Kopia Dyskobola z ogrodu botanicznego w Kopenhadze

Dyskobol – rzeźba Myrona, wykonana w V w. p.n.e., przedstawiająca atletę rzucającego dyskiem.
Rzeźbiarz stworzył ją najprawdopodobniej we wczesnym okresie swojej twórczości. Uwzględnił w niej grecki kanon piękna. Postać jest wyidealizowana, ciało przedstawione w pełnej syntezie. Autor ukazał ruch i wewnętrzny dynamizm postaci w sposób zrównoważony i opanowany. Sportowiec jest ukazany tuż przed wyrzuceniem dysku (stąd nazwa „dyskobol”). Ramiona są ułożone w taki sposób, że wydaje się jakby tworzyły część okręgu. Głowa pochylona ku przodowi akcentuje oś symetrii ciała przebiegającą równolegle do lewej nogi zgiętej w kolanie, dotykającej dużym palcem ziemi. Jego ciało wydaje się przez to proporcjonalne. Rzeźbiarz uwidocznił także większość mięśni. Wydaje się jakby atleta został ujęty w momencie spoczynku między dwiema czynnościami, odchyleniem dysku do tyłu, a wyrzuceniem go. Jednocześnie brak emocji na twarzy przedstawianej postaci sugeruje ogromne skupienie. Postać ukazana jest w pełni realistycznie, oddaje naturalny ruch.
Autentyczna rzeźba dłuta Myrona nie zachowała się do współczesności – została zrekonstruowana na podstawie późniejszych rzymskich kopii.
Przy tworzeniu wiersza Dyskobol rzeźbą Myrona inspirował się polski poeta Kazimierz Wierzyński.